# コスタンテ・ジラルデンゴ

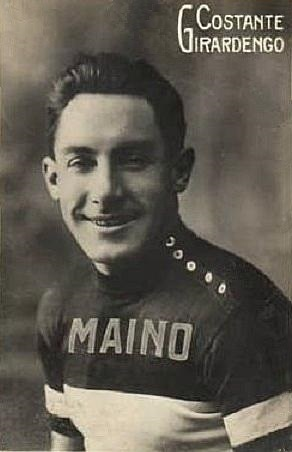
コスタンテ・ジラルデンゴ

コスタンテ・ジラルデンゴ（Costante Girardengo。1893年3月18日-1978年2月9日）はイタリア・ノーヴィ・リーグレ出身の名自転車競技選手。

## 経歴
ジロ・デ・イタリア2回（1919・23）、ミラノ〜サンレモ6回（1918・21・23・25・26・28）、ジロ・ディ・ロンバルディア3回（1919・21・22）、イタリア国内選手権9回（1913・14・19・20・21・22・23・24・25）の優勝実績を誇る。この他にも多くのレースにおいて優勝経験を持つ。
とりわけイタリア国内選手権は第一次世界大戦の余波を受け、1915年～1918年までレースそのものが中止されたことから9連覇を達成。当時、アルフレッド・ビンダ、ジョバンニ・ブルネーロ、ガエターノ・ベローニなど錚々たるスター選手がいた中での大記録達成だけに、その価値も大きい。また、今もなお、この連覇記録を打ち破った選手は存在しない。
ジロで初めて総合優勝を果たした1919年のレースでは10区間中、実に区間7勝をマークし、総合2位のベローニに対し51分56秒の差をつける圧勝。一方、2度目の総合優勝を果たした1923年のレースにおいても、10区間中7勝をマークしたが、総合成績ではベローニに37秒差という僅差の勝利だった。
またミラノ〜サンレモについても、エディ・メルクスが1976年に7回目の優勝を果たすまで同レースの歴代最多優勝記録を保持していた。この他、1924年には、当時未公認の世界選手権大会と称されたグランプリ・ヴォルベールを制覇。また1919年、1922年、1923年、1925年、1926年の世界ランキング第1位となった。さらにプロ種目として初めて開催された1927年の世界自転車選手権・個人ロードでは優勝したエースのビンダに続き、2位に食い込んだ。ちなみに1926年にイタリア国内選手権10連覇を阻止したのもビンダであり、ジラルデンゴはそのとき2位だった。
1936年まで現役を続けた後、引退後はマイノチームのコーチの傍ら、イタリアナショナルチームのコーチも兼任。ジーノ・バルタリが1938年にツール・ド・フランスを制覇したときにもナショナルチームのコーチとして帯同していた。